# حياة بسيطة

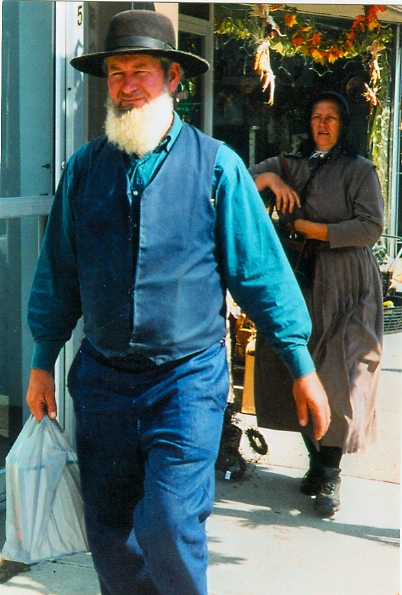
الأميش معروفين بنمط حياتهم البسيط وبلباسهم الأزرق.تشمل

الحياة البسيطة عددًا من الممارسات التطوعية المختلفة لتبسيط نمط حياةٍ المرء. قد يشمل ذلك على سبيل المثال، الحد من ممتلكات المرء، والتي يشار إليها بشكل عام بالتقليلية، أو زيادة الاكتفاء الذاتي. من الممكن ان تتمثل الحياة البسيطة بأفرادٍ راضيين بما لديهم وليس بما يريدون. ليس كل مؤيدي الحياة البسيطة من الزاهدين، على الرغم من أن الزهد يشجع الحياة البسيطة والامتناع عن الكمالية والغفران بشكل عام. تختلف الحياة البسيطة عن أولئك الذين يعيشون في فقرٍ قسريٍّ، لأنه اختيارٌ طوعي لنمط الحياة.

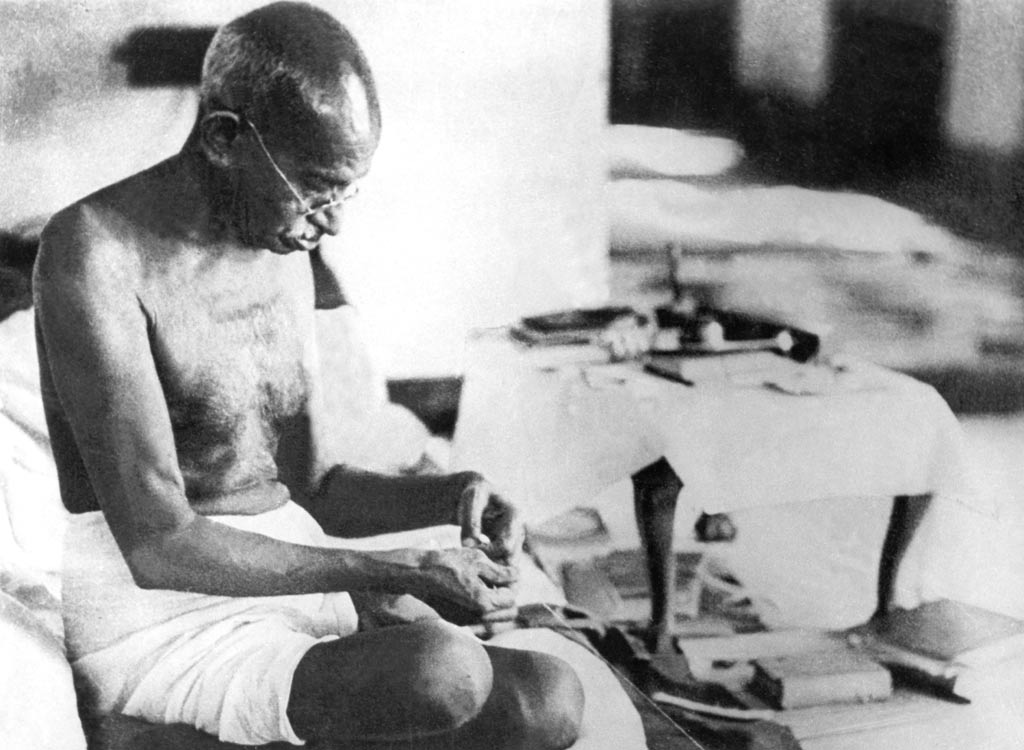
غاندي يغزل في عام 1942. إنه يؤمن بالحياة البسيطة والإكتفاء الذاتي

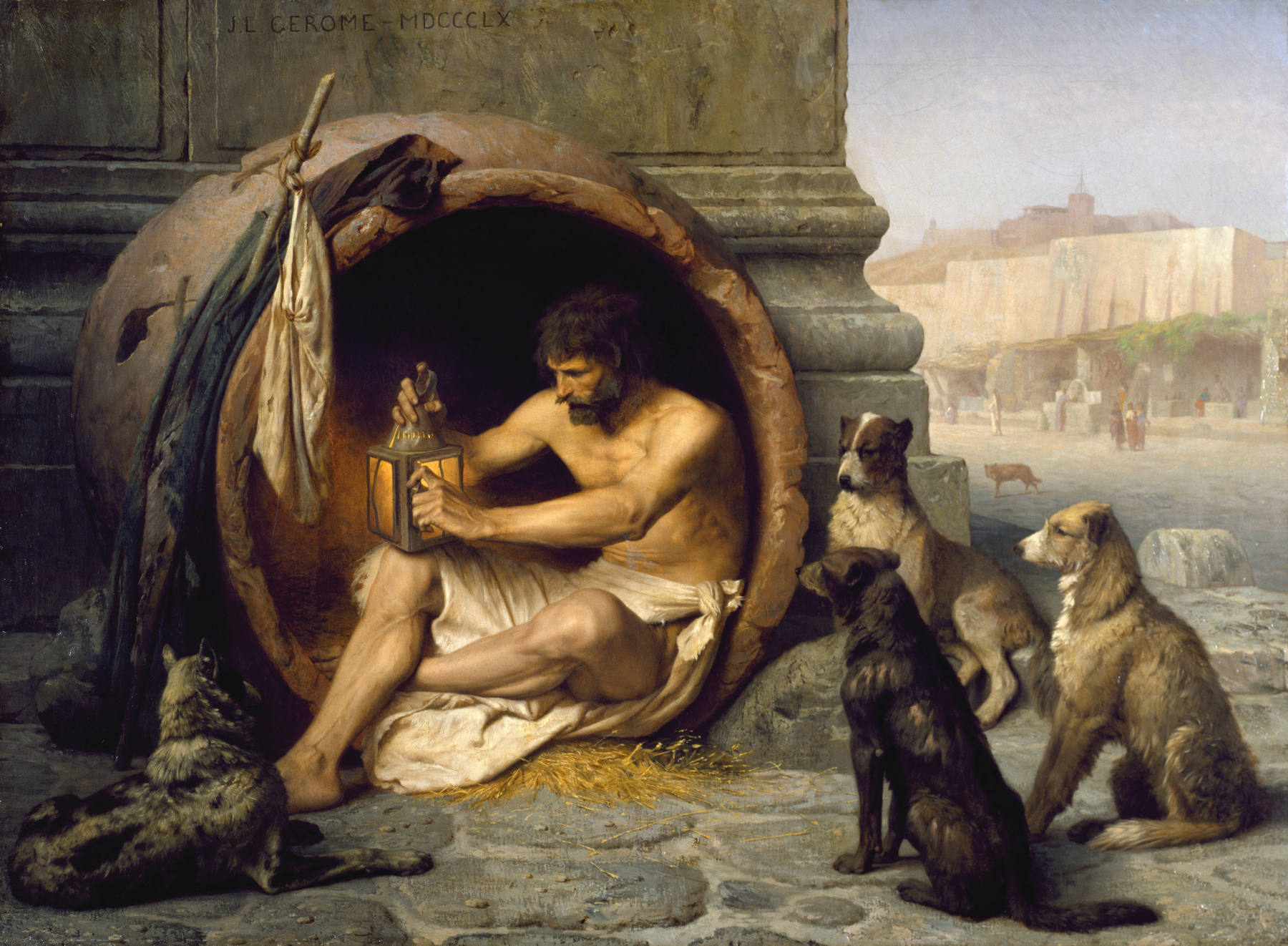
ديوجانس يعيش في برميل نبيذ طيني.

من الممكن أن يختار الأتباع الحياة البسيطة لمجموعةٍ متنوعةٍ من الأسباب الشخصية، مثل الروحانية، والصحة، وزيادة الأوقات الجميلة مع العائلة والأصدقاء، والتوازن بين العمل والحياة، والذوق الشخصي، والاستدامة المالية، والتدبير، والاستدامة أو تقليل الإجهاد.

## تاريخ

### الدين والروحانيات
ترجع تقاليد الحياة البسيطة إلى العصور القديمة، إذ لاقت صدىً لدى قادة مثل لاوزي، وكونفوشيوس، وزرادشت، وبوذا، وعيسى، ومحمد، وشُدّد عليهم بشدة في كل من ثقافة البحر الأبيض المتوسط والأخلاق الإبراهيمية. زعم ديوجانس الكلبي، وهو شخصية رئيسية في الفلسفة الكلبية اليونانية القديمة، أن الحياة البسيطة كانت ضرورية للفضيلة، حتى قيل إنه عاش في «جرّة نبيذ».
مارس الناس البسطاء- جماعات مسيحية- أنماط الحياة التي يُستبعد فيها بعض أشكال الثروة أو التكنولوجيا لقرون لأسبابٍ دينيةٍ أو فلسفية. تشمل المجموعات الشاكر، والمينونيت، والآميش، وهوتريتيون، ومستعمرات أمانا، وبرودرهوف، والإخوة المعمدانيين الألمان القدامى، ومجتمع هارموني، وبعض الكويكرز. هناك اعتقادٌ عند الكويكرز يسمى شهادة البساطة، إذ يجب على الشخص أن يعيش حياته ببساطة. بعض الاستعارات حول الرفض الكامل للتكنولوجيا في هذه المجموعات ليست دقيقةً مع ذلك. يستخدم الآميش والمجموعات الأخرى بعض التكنولوجيا الحديثة، بعد تقييم تأثيرها على المجتمع.
أشاد جان جاك روسو بقوةٍ بالحياة البسيطة في العديد من كتاباته، خاصة في خطابه حول الفنون والعلوم (1750) وخطابه حول عدم المساواة (1754).

## تغيير العقلية
ينطوي العيش ببساطةٍ على عادات نمط حياةٍ مختلفة، ومحاولة تحقيق نمطٍ حياةٍ بسيطٍ هو عمليةٌ طويلة وتدريجية. قد تبدو الفكرة مرضيةً، لكن جوهر هذه الممارسة هو التعرف على الأشياء الأساسية وتنفيذ التغييرات، والقيام بالتغييرات بشكلٍ متكرر. يذكر داني دوفر، مؤلف كتاب «العقلية التقليلية» أن الأفكار هي مجرد أفكار، ولكن تنفيذ هذه الأفكار والتصرف بناءً عليها في حياتنا هو ما يجعلها معتادةً، ويسمح بتغيير في العقلية. يعتقد ليو باباتا أن العثور على الجمال والفرح في أقل ما يمكن، هو ما يدعو إلى التفكير بأن «المزيد أفضل» غير صحيح. يفضّل مذهب التقليليّة اتّباع مبدأ النوعية على الكمية. أُكّد على أننا يجب أن نقدر الأشياء التي تجعلنا سعداء، والتي هي ضرورية لنا، بدلًا من تقدير فكرة امتلاك الأشياء.
انتشرت هذه العقلية بين العديد من الأفراد بسبب تأثيرات أشخاص آخرين يعيشون بنمط الحياة هذا. يشارك كل من جوشوا ميلبورن وريان نيكوديموس قصتهما بما اعتادا على رؤية ما ترمي إليه الحياة. الإضافات المستمرة التي لا تنتهي أبدًا في هذه العوالم هي التي قادت دوافعهم لمواصلة الشراء وملء هذا الفراغ من القبول والموافقة. بإدراك وجود الفراغ المتعلق بالقدرة على الحصول على أي شيء يريدونه، لم يكن هناك معنى في قيمة ما لديهم. وقد دعا هذا إلى تغييرٍ في التفكير فيما يعتبرونه مهمًا وقيمًا حقًا قبل أن يتمكنوا من البدء في أي ممارساتٍ أخرى أو عادات نمط الحياة.

## الممارسات

### تقليل الاستهلاك ووقت العمل والممتلكات
يمارس بعض الناس الحياة البسيطة عن طريق تقليل الاستهلاك. يمكن تقليل الوقت المستغرق في كسب المال، من خلال خفض الإنفاق على السلع أو الخدمات. يمكن استخدام الوقت الموفر لمتابعة اهتماماتٍ أخرى، أو مساعدة الآخرين من خلال التطوع. قد يستخدم البعض وقت الفراغ الإضافي لتحسين نوعية حياتهم، كمتابعة الأنشطة الإبداعية مثل الفن والحرف اليدوية. أدى تطوير الانفصال عن المال إلى دفع بعض الأفراد، مثل سويلو ومارك بويل، للعيش بلا مال على الإطلاق. قد يؤدي خفض النفقات أيضًا إلى زيادة المدخرات، مما قد يؤدي إلى الاستقلال المالي وإمكانية التقاعد المبكر.
تحدي المئة شيء، حركة شعبية لتقليص الممتلكات الشخصية إلى مائة عنصر، بهدف إزالة الفوضى وتبسيط الحياة. تشمل حركة المنزل الصغير الأفراد الذين اختاروا العيش في مساكن صغيرة خالية من الرهن العقاري ومنخفضة التأثير، مثل كبائن خشبية أو أكواخ على الشاطئ.
يحمل الأشخاص الذين يتبعون حياة بسيطة قيمة مختلفة لمواطنهم. يقترح جوشوا بيكر تبسيط مكان المعيشة لأولئك الذين يرغبون في عيش نمط الحياة هذا. يعالج حقيقة أن الغرض من المنزل هو مكانٌ للسلامة والانتماء. يعلّق الكثير منهم على كل المساحة المتوفرة لديهم في منازلهم ويشعرون بالحاجة إلى شراء أشياء لملئها. هذا شيء يجب التفكير فيه لأنه يثير السؤال عما إذا كان ذلك مجرد إرضاءٍ للعين، أو إذا كانت هناك حاجةٌ فعليةٌ لذلك.